# Blake Treinen

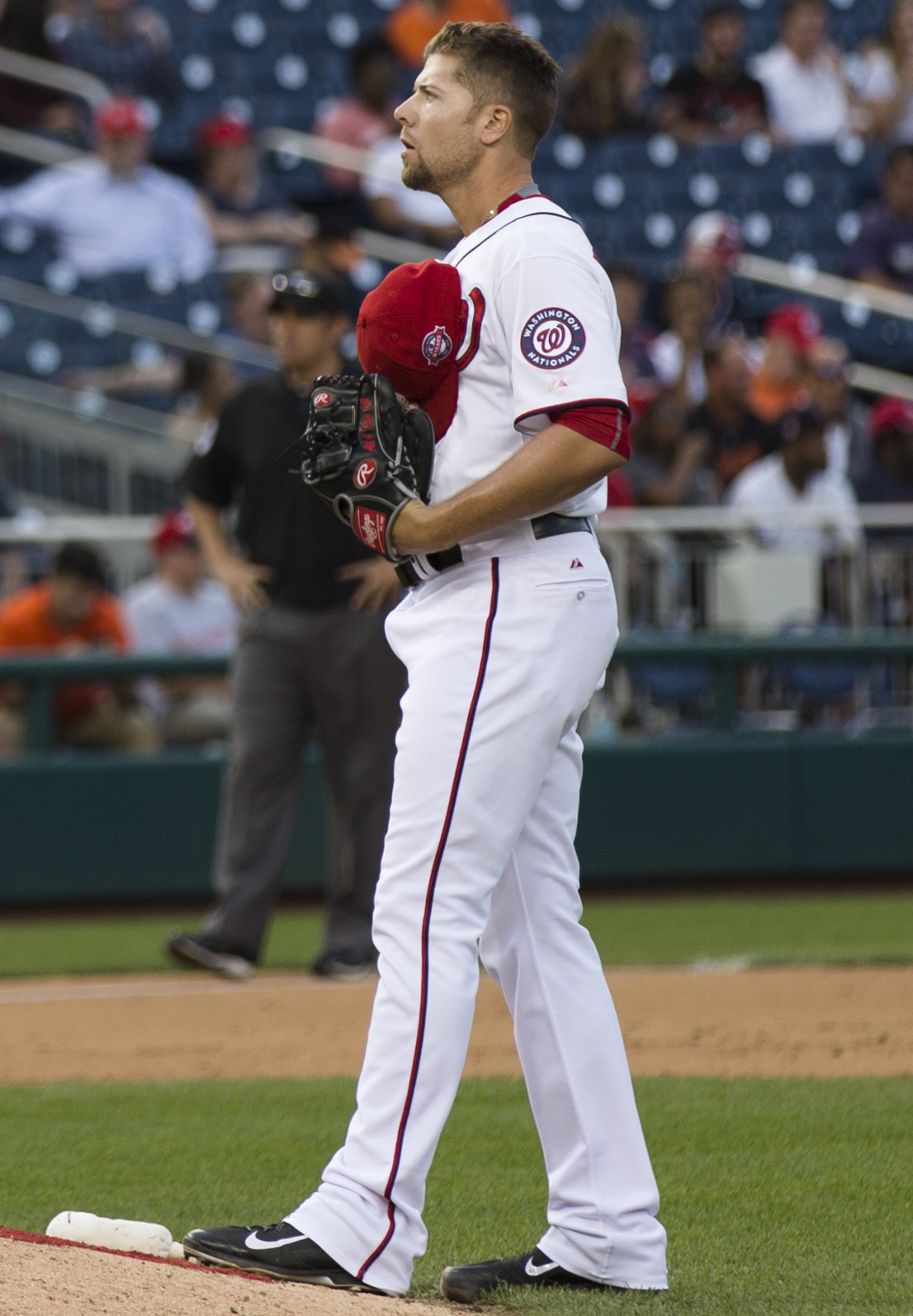
Blake Treinen, 2015.

Blake M. Treinen, född 30 juni 1988 i Wichita i Kansas, är en amerikansk professionell basebollspelare som spelar som pitcher för Los Angeles Dodgers i Major League Baseball (MLB). Han har tidigare spelat för Washington Nationals och Oakland Athletics.
År 2007 började Treinen studera på Baker University och spelade för deras idrottsförening Baker Wildcats. Året därpå blev han överförd till University of Arkansas men blev inte uttagen till att spela för idrottsföreningen Arkansas Razorbacks basebollag. Vid årsskiftet 2008–2009 flyttade han åter och den här gången till South Dakota State University och spelade säsong 2010 och 2011 med deras South Dakota State Jackrabbits. Florida Marlins beslutade att drafta honom i 2010 års MLB-draft i 23:e rundan, men det visade sig via en magnetisk resonanstomografi att han hade inflammerad axel vilket resulterade i att Marlins inte ville upprätta ett kontrakt med honom. Året därpå blev Treinen åter tillgänglig i MLB-draften och blev då draftad av Oakland Athletics, den här gången i sjunde rundan.
Han vann World Series med Los Angeles Dodgers för säsongen 2020.